# Чернышевка (Приморский край)
Черныше́вка — село в Анучинском районе Приморского края. Административный центр Чернышевского сельского поселения.

## География
Село Чернышевка стоит на правом берегу реки Тихая (приток Синегорки), через село проходит Дальневосточная железная дорога, одноимённая станция на линии Сибирцево — Новочугуевка.
Дорога к селу Чернышевка идёт через Корниловку от автотрассы Осиновка — Рудная Пристань.
Расстояние до районного центра Анучино (через Таёжку) около 42 км, до Арсеньева около 16 км.
Северо-западнее Чернышевки на левом берегу реки Тихой расположены сёла Рисовое и Новопокровка, на север идёт дорога к пос. ЛЗП-3, северо-восточнее Чернышевки — село Гражданка.

## Население
| 1915 | 1926  | 2001  | 2002  | 2010  | 2021  |
| ---- | ----- | ----- | ----- | ----- | ----- |
| 980  | ↗1030 | ↗2911 | ↘2822 | ↗2869 | ↘2221 |

## Улицы
| - ул. 69 км, - ул. 9 Мая, - ул. Блюхера, - ул. Военный городок, - ул. Дачная, - ул. Жемчужная, - ул. Заречная, - ул. Зелёная, - ул. Ключевая, | - ул. Колхозная, - ул. Комсомольская, - ул. Лазо, - ул. Лермонтова, - ул. Мелиораторов, - ул. Мира, - ул. Мичурина - ул. Набережная, - ул. Новая, | - ул. Октябрьская, - ул. Партизанская, - ул. Первомайская, - ул. Пионерская, - ул. Полевая, - ул. Пролетарская, - ул. Пушкинская, - ул. Рабочая, - ул. Садовая, | - ул. Семиреченская, - ул. Советская, - ул. Солнечная, - ул. Суханова, - пер. Таежный, - ул. Трудовая, - ул. Украинская, - ул. Школьная. |

## Экономика
- Сельскохозяйственные предприятия Анучинского района.